# Straferkenntnis
Das Straferkenntnis ist der Bescheid am Ende eines ordentlichen Verwaltungsstrafverfahrens in Österreich und entspricht dem Bußgeldbescheid in Deutschland.
Es kommt zu einem ordentlichen Verwaltungsstrafverfahren, wenn kein vereinfachtes Verfahren, also eine Anonym- oder Strafverfügung, möglich ist. Ein Straferkenntnis wird insbesondere bei Anzeigen von Privatpersonen oder nach Erhebung eines Einspruches gegen eine Strafverfügung eingeleitet. Das Ermittlungsverfahren wird von der Behörde durchgeführt, in dem Zeugen einvernommen oder Sachverständigengutachten eingeholt werden. Nach Durchführung des Ermittlungsverfahren wird das ordentliche Verwaltungsstrafverfahren mit einem Straferkenntnis oder der Einstellung des Verfahrens abgeschlossen.